# Ákos Keller
Ákos Keller, né le 28 mars 1989 à Székesfehérvár en Hongrie, est un joueur hongrois de basket-ball. Il évolue au poste de pivot.

## Palmarès
- Champion de Hongrie (5)
  - 2013, 2014, 2015, 2016, 2017.

- Coupe de Hongrie (4)
  - 2013, 2014, 2015, 2017.